# Ваули Пиеттомин
Вау́ли Пиетто́мин, Вавлё Ненянг, Вавлё Ненянгу (1797— год смерти неизвестен) — руководитель восстания ненецкой и хантыйской бедноты в 1820-е — 1840-е годы.
Родом Ваули был из тундры в низовьях реки Таз.
В конце 1820-х годов под его руководством организовалась группа бедняков, которая нападала на богатых старшин, отбирала у них оленей и раздавала беднякам. В 1839 году Ваули был схвачен и по решению суда отправлен на поселение в Сургут. Вскоре Ваули сбежал и весной 1840 года возглавил новое движение бедноты в низовьях Пура и Таза. Восставшие выдвигали экономические требования: вдвое уменьшить размер ясака, снизить цены на муку, увеличить закупочные цены на пушнину. К отряду Ваули присоединились надымские и ямальские ненцы и нижнеобские ханты. Ваули провозгласил себя «великим старшиной» и заявил, что ненцы не будут выплачивать ясак до тех пор, пока царская власть не удовлетворит его требования.
В январе 1841 года с отрядом в 400 человек подошёл к Обдорску, вступил в переговоры с местной администрацией, но был схвачен, арестован и сослан на каторгу в Восточную Сибирь, где и умер.

## Память
17 сентября 2019 года в посёлке Тазовский Ямало-Ненецкого автономного округа был открыт памятник Ваули. Средства на создание памятника были выделены одной из нефтегазовых компаний и бывшим спикером заксобрания ЯНАО Сергеем Харючи.